# Dom kapitulny przy ulicy Kanoniczej w Krakowie
Dom kapitulny przy ulicy Kanoniczej – zabytkowa kamienica, zlokalizowana przy ulicy Kanoniczej na krakowskim Starym Mieście.
Kamienica została wybudowana około 1417, z inicjatywy Jana Długosza za pieniądze zapisane w testamencie przez kardynała Zbigniewa Oleśnickiego. W 1455 spłonęła, jednak wkrótce została odbudowana. W połowie XVI wieku budynek został przebudowany, a w XVIII wieku nadbudowano trzecią kondygnację. W tym okresie powstał portal prowadzący do sieni, na którym umieszczono herb krakowskiej kapituły katedralnej – Trzy Korony. W latach 1980–1991 w budynku mieściła się siedziba teatru awangardowego Cricot 2, założonego przez Tadeusza Kantora.
21 maja 1965 kamienica została wpisana do rejestru zabytków. Znajduje się także w gminnej ewidencji zabytków.